# Orsonwelles malus
Orsonwelles malus là một loài nhện trong họ Linyphiidae.
Loài này thuộc chi Orsonwelles. Orsonwelles malus được Gustavo Hormiga miêu tả năm 2002.